# 阿图罗·比达尔
阿图罗·埃拉斯莫·比达尔·帕尔多（西班牙語：Arturo Erasmo Vidal Pardo，西班牙語發音：[aɾˈtuɾo eˈɾazmo βiˈðal ˈpaɾðo]，1987年5月22日—），是一名智利足球员，現效力於智利甲組足球聯賽球隊科洛科洛，司職防守中场。智利國家足球隊隊員。

## 职业生涯

### 早期生涯
比达尔出生在智利首都聖地亞哥省小城聖華金 (聖地亞哥省)，在青年時期比达尔就已經效力過智利有名球隊Colo Colo的青年隊，在2006年他的職業生涯首次出場。他的表現引起了德甲球隊利華古遜的注意。比达尔出道時是一名後防線的多面手，能踢中後衛和邊後衛多個位置，現在主要擔任防守中場。

### 勒沃库森
在2007年夏天比达尔從智利搬到勒沃库森。在賽季開幕戰對科特布斯的比賽他因傷錯過，他在2007年八月19日客場對漢堡首次在首發11人中。比达尔的第一顆德甲進球是在一個月後利華古遜 3:0 漢諾威的比賽中。维达尔在德甲期间出场117场比赛，攻入15球，10球出自2010-11赛季並在該季助攻11次，是勒沃库森取得2010-11赛季联赛亚军的重要功臣，勒沃库森将参加下赛季欧冠小组赛的比赛。

### 尤文图斯
维达尔出色的表現引起了歐洲強隊的注意，拜仁慕尼黑、拿玻里都有意簽下他。最終他以1050万欧元的价格从勒沃库森转会至尤文图斯，双方签订了为期五年的合同。
比达尔加盟首季便确立了自己在尤文阵中的地位，他与意大利國腳皮尔洛和马尔基西奥组成的“M-V-P”组合，被认为是意甲第一中场線。這條中場線協助祖雲達斯以全季不敗戰績奪冠。
加盟第二季，2012/13賽季歐洲聯賽冠軍盃第5輪對陣切尔西比赛中，比达尔在攻防两端展现了他的全能，全场63脚传球，甚至比作为战术核心的皮尔洛还要多上20脚，成功率也保持在93%，他的跑动、傳送和射门協助球隊3:0淨勝卫冕冠军。2012-13赛季智利人在各项赛事已经打入了15粒进球，已经是队内的最佳射手，並為球隊成功衞冕意甲聯賽冠軍。他對陣拉齊奧，米蘭，都靈和巴勒莫等攻入致勝球，令斑馬軍團提早3輪衞冕意甲冠軍。
在尤文图斯的第三季，比达尔再次以主力身份為球隊成功衞冕意甲聯賽冠軍。
2014/15賽季，比達爾跟隨尤文四連霸義甲冠軍，奪得義大利盃冠軍，並殺入歐冠決賽，最終獲得亞軍

### 拜仁慕尼黑
比达尔加盟拜仁慕尼黑，轉會費為3,700萬歐元，周薪為90,000鎊，簽約五年。
在对阵皇家马德里队的比赛中，他在下半场因对 Marco Asensio 的一次有争议的铲球而收到第二张黄牌，进而被罚下场。球队在这场比赛中也因 4-2 不敌对手而淘汰出局。在本赛季的最后一场比赛中，比达尔所在球队主场 4-1 击败弗莱堡。这是该球队本赛季第 25 场胜利，同时也是该球队自 2008 年以来，在安聯球場中首次实现全赛季无败绩的成果。

### 巴塞隆納
比达尔加盟巴塞隆納，轉會費為1,800萬歐元，年薪為900萬，簽約三年。
18-19賽季首回合國家打吡，比达尔後備上場以凌空飛躍灌籃式頭鎚轟破皇馬大門，打入代表巴塞的首個入球，锁定5-1胜局。

### 國際米蘭
2020年9月21日，維度爾加盟意甲豪門球隊國際米蘭。

### 國家隊
比达尔智利國家隊的首秀，於2007年2月8日1:0戰勝委內瑞拉出場。同時他是現時智利國家隊中不可分割的一部份，比达尔的世界盃夢在2010年南非世界杯實現，在那裡他四場比賽都有上場，不過智利輸給了巴西，僅止步於16強。2014年世界杯，智利在点球大战輸給了巴西，再次止步於16強。

## 榮譽

### 個人
- 智利足球先生︰2016年
- 德甲最佳陣容︰2010-11賽季、2015-16賽季
- 意甲最佳陣容︰2012-13賽季、2013-14賽季
- 祖雲達斯最佳球員︰2012-13賽季

### 球會
科洛科洛
- 智利足球甲級聯賽︰2006年A，2006年C，2007年A

 尤文圖斯
- 義大利足球甲級聯賽︰2011-12賽季、2012-13賽季、2013-14賽季、2014-15賽季
- 意大利超級盃︰2012年、2013年
- 義大利盃：2014-15賽季

 拜仁慕尼黑
- 德國足球甲級聯賽： 2015-16賽季, 2016-2017賽季, 2017-18賽季
- 德國足協盃：2015-16賽季
- 德國超級盃：2016年、2017年

 巴塞隆納
- 西班牙足球甲級聯賽：2018-19賽季
- 西班牙超級盃：2018年

 國際米蘭
- 義大利足球甲級聯賽：2020-21賽季
- 意大利杯：2021-22賽季
- 意大利超級杯：2021年

### 國家隊
智利
- 美洲盃足球賽：2015年、2016年